# North Concord/Martinez
North Concord/Martinez is een metrostation in de Amerikaanse stad Concord (Californië) aan de Pittsburg/Bay Point-SFO/Millbrae Line van het BART netwerk.